# ノースウエスト航空2501便墜落事故
ノースウエスト・オリエント航空2501便墜落事故（ノースウエスト・オリエントこうくう2501びんついらくじこ、英語：Northwest Orient Airlines Flight 2501）は、1950年にアメリカ合衆国で発生した航空事故である。
乱気流に巻き込まれ墜落したとされたが、機体が発見されず詳細は不明である。

## 事故概要
ノースウエスト・オリエント航空2501便は、ニューヨーク・ラガーディア空港発で、ミネソタ州ミネアポリスとワシントン州スポケーンを経由しワシントン州シアトルに向かうアメリカ大陸横断便であった。運航はダグラス DC-4レシプロ旅客機（機体記号:N95425）で行われており、乗客55名、乗員3名が搭乗していた。
1950年6月23日（CST）の深夜に飛行中、事故発生の少し前に、当該機は管制へ2,500フィート（約760 m）への降下を要請したが、航空路の錯綜を理由に拒否された。23時15分（CST）に行われたそのやり取りの後、2501便は消息を絶った。この時の推定位置は、ミシガン州ベントンハーバーの北北西20マイル（およそ30 km）のミシガン湖上である。

## 事故原因
墜落地点と見られる湖面では、オイルや乗客の持ち物など軽い遺留品が浮遊しているのが発見された。だが、音響探知機等を使用して捜索したにもかかわらず、機体は発見されなかった。これは、ミシガン湖の墜落現場の湖底は水深50 mであったが、泥が約10 m堆積していたためであった。
事故原因については、活発な乱気流空域へ突入し、機体構造破壊もしくは操縦不能となって墜落したと推測されたが、墜落原因の明確な根拠を見付けることは出来なかった。

## 捜索
現在でも、ミシガン州にある非営利組織であるMichigan Shipwreck Research Associatesが、他の沈没船同様湖底にあるはずの2501便機体を捜索しているという。